# Rio Tâmega
O rio Tâmega (Támega em galego) é um rio internacional, que nasce na serra de São Mamede, província de Ourense, (Galiza, Espanha) e desagua nas localidades de Entre-os-Rios e Torrão no rio Douro.
Entra em Portugal pela extensa veiga de Chaves, vale estrutural (linha de fractura, Verin-Régua), inactivo do ponto de vista sísmico. Este é de abatimento e dissimétrico, conservando ainda o testemunho sedimentar de importante fase lacustre. O rio Tâmega, seguindo sempre uma direcção Norte-Sul, serve de fronteira internacional numa extensão de cerca de 2 quilómetros.

## Percurso
Na primeira parte do seu curso em Portugal,ficam-lhe a Este as alturas do Brunheiro (919 metros) e a Oeste os vários degraus que formam a serra do Larouco. Em Portugal, o Tâmega, banha a cidade de Chaves, as Terras de Basto (Cabeceiras de Basto, Celorico de Basto, Mondim de Basto e Ribeira de Pena) passa por Amarante e Marco de Canaveses, desaguando finalmente no Douro nas localidades de Entre-os-Rios e Torrão. Estabelece a fronteira entre os concelhos de Boticas e Vila Pouca de Aguiar.

## Afluentes
- Rio Avelames em Monteiros
- Ribeira de Arcossó perto de Outeiro Seco
- Ribelas, ribeiro de Sanjurge, em Chaves (junto às Caldas)
- Ribeiro da Curalha em Curalha
- Rio Bessa em Ribeira de Pena
- Rio de Cavez em Cabeceiras de Basto
- Rio Lourêdo em Cerva
- Ribeira de Moimenta em Cabeceiras de Basto
- Rio Cabril em Mondim de Basto
- Rio Borba nascido em Borba da Montanha (Celorico de Basto) e que entrado no Concelho de Amarante toma o nome de Ribeira de Santa Natália
- Rio Olo perto de Amarante
- Rio Odres em Marco de Canaveses
- Rio Ovelha em Marco de Canaveses
- Ribeiro de Perosinho em Penafiel
- Ribeiro de Caride em Alpendorada e Matos
- Ribeira de Matos em Entre-os-Rios

## Regime do rio

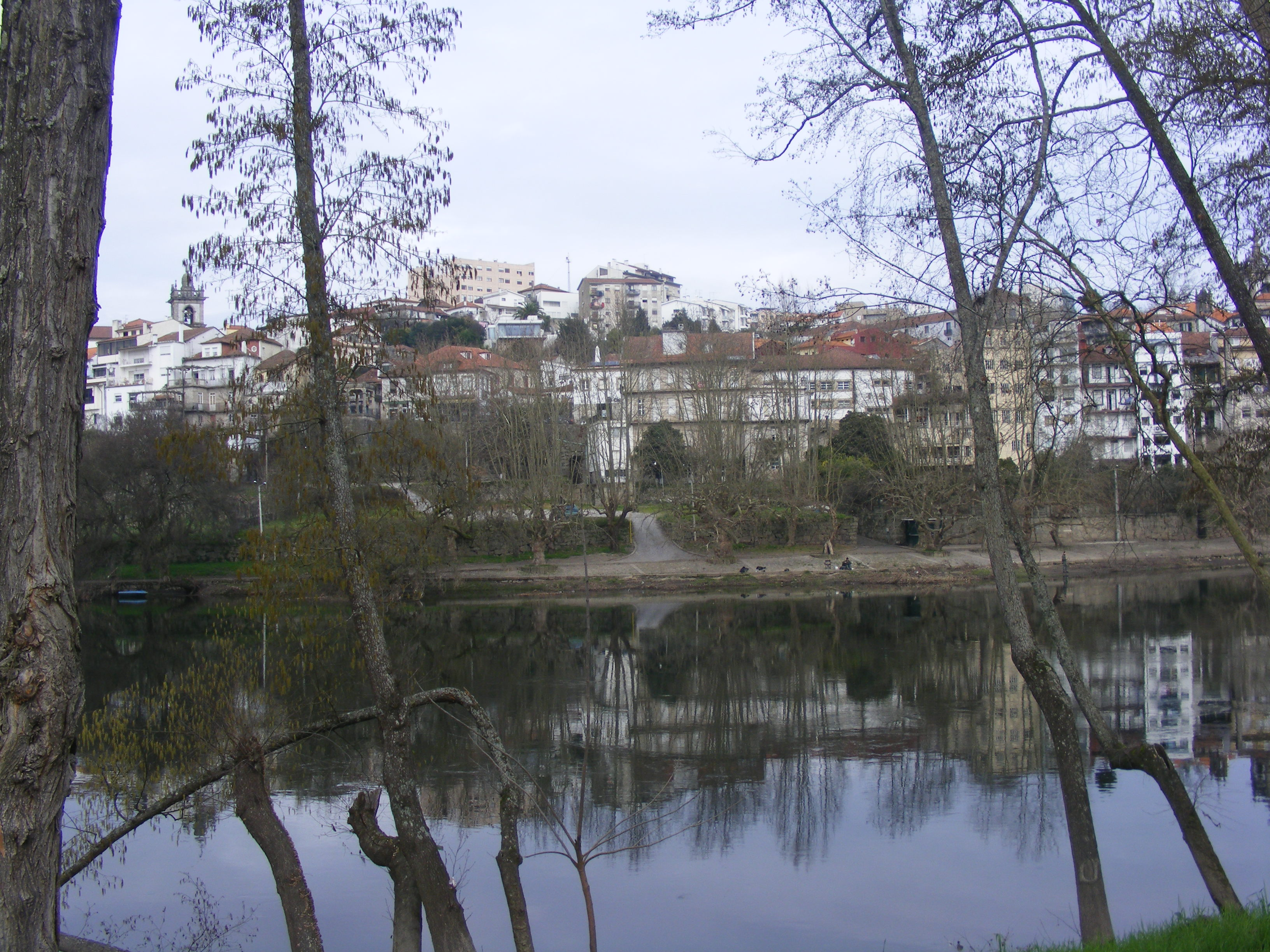
Amarante Rio Tâmega

Devido às irregularidades do regime pluviométrico na área da sua bacia, o qual apresenta grandes variações anuais, originam-se consequentemente irregularidades no seu regime e no dos seus ribeiros. Assim,no fim do Verão, devido ao estio prolongado, a água corrente escasseia, originando-se grande degradação na sua qualidade. Pelo contrário no Inverno, com a abundância de precipitação e a fusão das neves que caem nas serras próximas, os caudais engrossam, transbordando por vezes. Senão, repare-se nas inúmeras referências marcadas em paredes de casas ribeirinhas ao Tâmega.

## Aproveitamento hidroeléctrico[2]
No Tâmega, o Centro de Produção do Douro possui um aproveitamento hidroelétrico - Barragem de Torrão (Marco de Canaveses) - construído em 1988, com uma potência instalada de 146 MW e uma produção média anual de 228 GWh estando ainda previstos novos empreendimentos em Vidago e Amarante.

### Sistema eletroprodutor do Tâmega
O Sistema Eletroprodutor do Tâmega é um dos maiores projetos hidroelétricos levados a cabo na Europa nos últimos 25 anos e contempla a construção de três aproveitamentos hidroelétricos na região do Alto Tâmega: Gouvães (bombagem), Daivões (turbinação) e Alto Tâmega (turbinação).
As barragens deverão estar concluídas em 2023 e o maior volume de trabalhos concentra-se entre os anos 2018 e 2020.
Estão previstos 1.500 milhões de euros de investimento e a criação de 13.500 empregos diretos e indireto durante o período de maior volume dos trabalhos (2018-2020). O complexo contará com uma potência instalada de 1.200 megawatts (MW), alcançando uma produção anual de 1.800 gigawatts hora (GWh), ou seja, 4% do consumo elétrico de Portugal.

## Características básicas do escoamento da bacia vertente do Rio Tâmega[2]
| Sup. total da bacia (1000 km²) | Estação        | Sup. da bacia (1000 km²) | N.º de anos de registo | Escoamento anual (1000 milhões de m³)                        | Caudal médio (m³/s) | Caudal específico (l/s/km²) |
| ------------------------------ | -------------- | ------------------------ | ---------------------- | ------------------------------------------------------------ | ------------------- | --------------------------- |
| 3,2                            | P.te Canavezes | 3,2                      | 33                     | médio: 2,2 máximo: 4,8 mínimo: 0,77 relação máximo/mínimo: 6 | 69                  | 22                          |

## Imagens

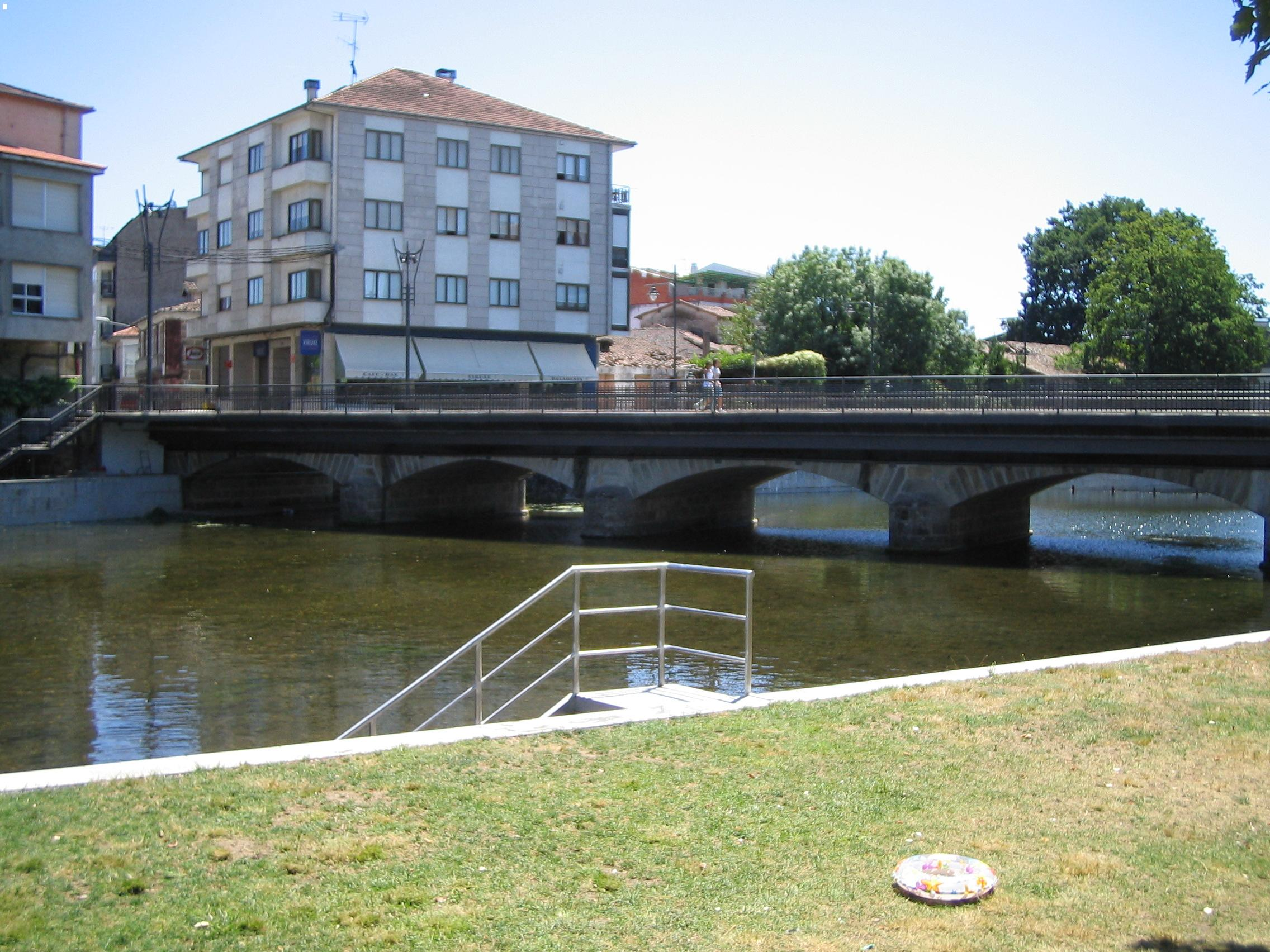
Verín
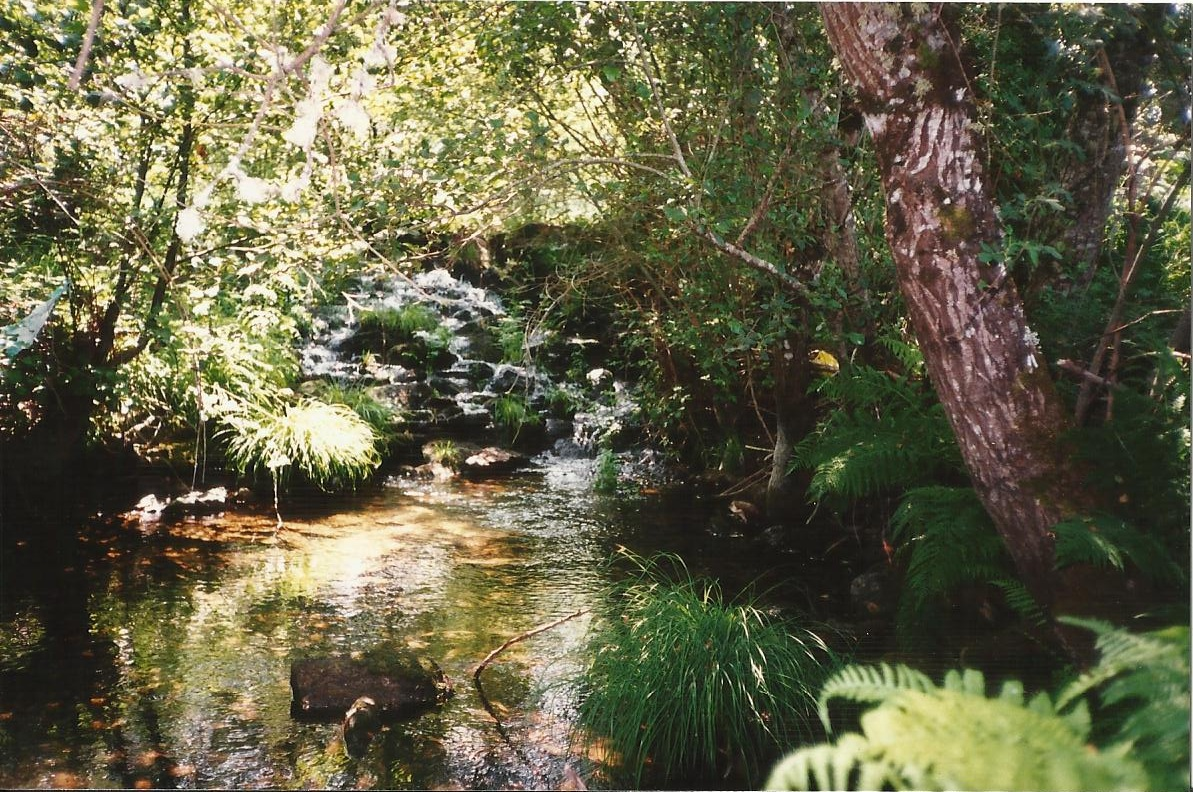
Nacente do Rio Tâmega
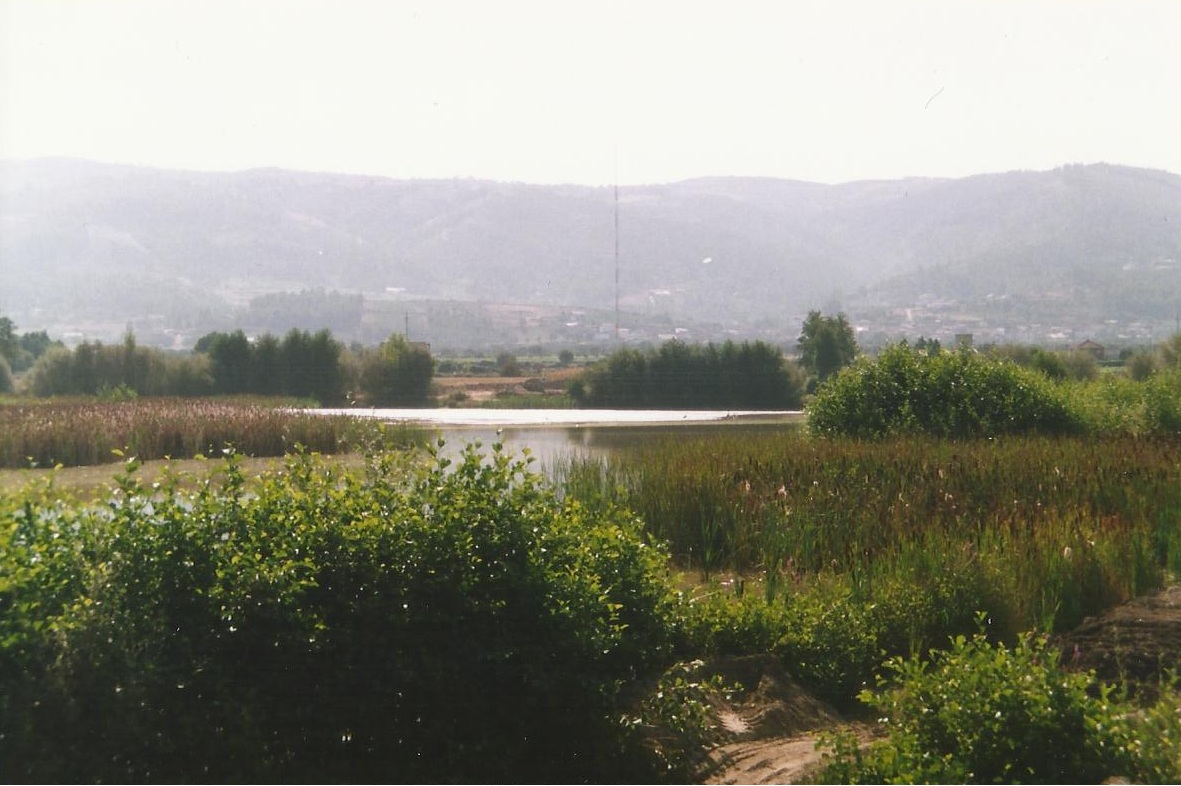
Veiga do Tâmega
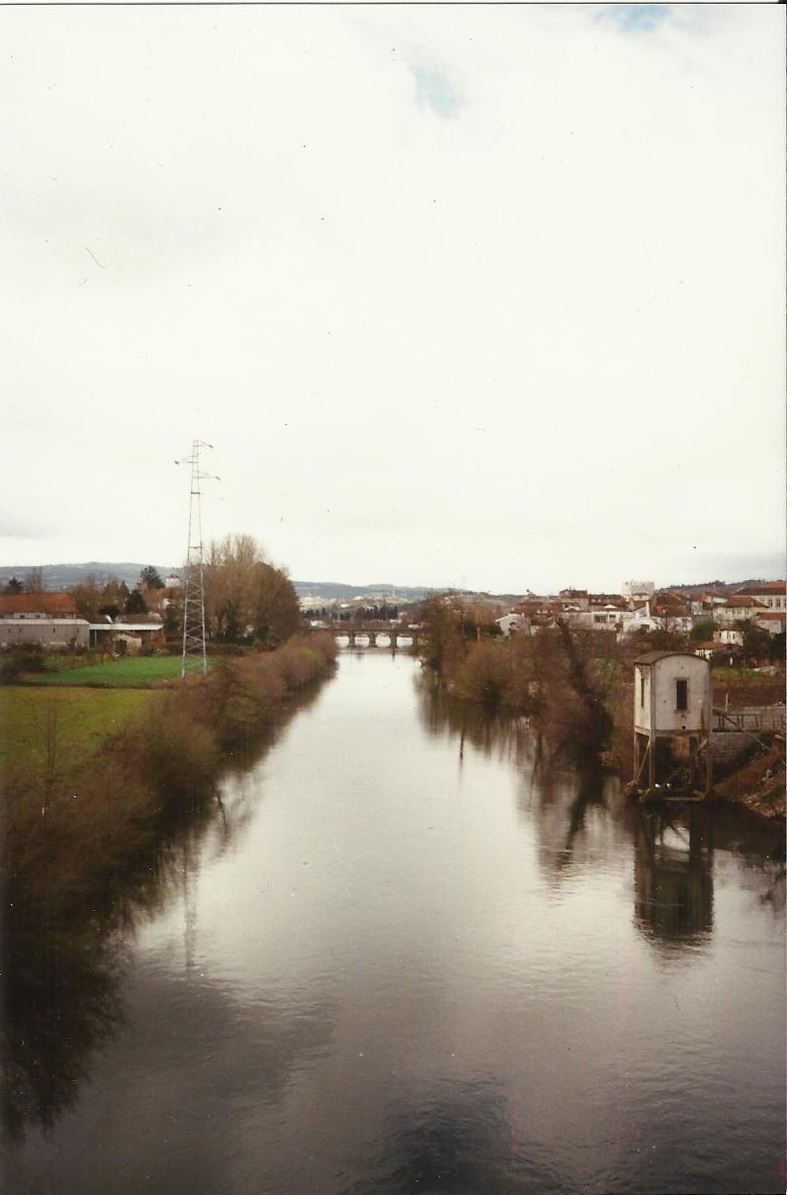
Rio Tâmega - Madalena